# Acer minutifolium
Acer minutifolium é uma espécie de árvore do gênero Acer, pertencente à família Aceraceae.